# 影像骑师
VJ ( 的縮寫) 的意思就是搭配音樂，通常在與音樂同步的狀況下來播放畫面。這個概念最早來自於1725年的Color Organ（彩色管風琴），那時有個法國人在管風琴上裝設了60面小的彩色玻璃，並設計了一套機構讓演奏者在敲對應的琴鍵時開闔那些小玻璃來達到色彩的變化。

## 與 DJ 的差異
DJ 是 Disc Jockey，兩者工作的差異在於使用媒介不同，一個是影像一個是聲音，但最終都是藉由混合多個不同軌道來呈現畫面或聲音給大家。

## 如何與音樂同步
同步的方法有很多，像是對拍，或是對歌詞。對拍的方式可以使用 Tap 的方式來抓BPM（拍數，beats per minute），Tap 就是用手指點拍子 1、2、3、4 這樣；這個方法在現場演出時常常被使用，或是在無法得知聲音資訊的時候。
另一種比較工程浩大的方式則是從CDJ或DJM（兩者都是混音器）輸出Time Code（時間碼）給VJ的電腦，讓電腦知道現在歌跑到哪裡或是哪一首歌開始了。

## 電子音樂靈魂
一場音樂派對，DJ 作為靈魂人物，但其背後還需要燈控師以及所謂的影像騎師 (VJ) 來操控完成後的視覺動畫。通常在歐美，多數的 Visual Jockey 都具備製作動畫的能力，並根據表演者的曲風類型事先做好在派對中要播放的影像，而專業的影像則需要花費比製作一首歌曲還要多的時間。VJ 是一個專業的電子音樂派對裡，不可或缺的靈魂之一。